# Floris van Dondermonde
Floris van Dondermonde is een Nederlandse stripreeks getekend en geschreven door Remco Polman en Wilfred Ottenheijm. De verhalen worden voorgepubliceerd in Eppo Stripblad en daarna in albumvorm uitgegeven door Don Lawrence Collection. Sinds 2012 zijn er vijf albums verschenen. 
De tekenstijl doet sterk denken aan die van DirkJan. Zowel Remco Polman als Wilfred Ottenheijm werken ook aan die serie mee, dus overeenkomsten zijn niet toevallig. Voor het eerste deel werd de Stripschappenning voor Album van het jaar toegekend in 2015.

## Inhoud
Floris van Dondermonde speelt zich af in de Middeleeuwen en is een parodie op het ridderschap. De reeks kent ook veel knipogen naar onze tijd.

## Albums
1. Heer Floris steekt de draak (2014)
2. Heer Floris vraagt erom (2016)
3. Meer maliënkolder (2022)
4. Pas op, Heer Floris (2024)
5. Het labyrint der 999 spiegels (2025)